# Gougra
 (juillet 2025).
Si vous disposez d'ouvrages ou d'articles de référence ou si vous connaissez des sites web de qualité traitant du thème abordé ici, merci de compléter l'article en donnant les références utiles à sa vérifiabilité et en les liant à la section « Notes et références ».
La Gougra est une petite rivière suisse, et un affluent de la Navizence, donc un sous-affluent du Rhône.

## Localisation
Sortant du glacier de Moiry à 2 400 m, d'une longueur de 9 km et affluent de la Navizence, il est situé dans le val de Moiry dans le canton du Valais.
La petite rivière prend sa source au-dessus du lac du barrage de Moiry. Après environ 1 km, il se jette dans le lac. Le principal affluent contributeur est le torrent de Lona, qui rejoint la Gougra avant Grimentz. Après Grimentz, la Gougra se jette dans la Navizence.